# Gamo (Automarke)
Gamo war eine brasilianische Automarke.

## Markengeschichte
Ein Unternehmen aus Fortaleza begann Mitte der 1980er Jahre mit der Produktion von Automobilen. Der Markenname lautete Gamo. Greta Indústria e Comércio de Veículos Ltda. aus Natal übernahm 1988 die Fertigungsrechte und produzierte bis 1993. Das darauf folgende Unternehmen Radar stellte bis 1999 140 Fahrzeuge her. Aufgrund der Nachfrage einer Autovermietung entstanden 2004 weitere Fahrzeuge, allerdings ist der Hersteller nicht überliefert.

## Fahrzeuge
Im Angebot standen VW-Buggies. Auf einen Rohrrahmen wurde eine Karosserie aus Fiberglas montiert. Hinter den vorderen Sitzen war eine Überrollvorrichtung. Der luftgekühlte Vierzylinder-Boxermotor kam von Volkswagen do Brasil. Zwei rechteckige Scheinwerfer waren in die Fahrzeugfront integriert.
Modellpflege führte 1993 zu runden Scheinwerfern. Die Rückleuchten stammten nun vom Ford Verona. Zusätzlich war eine verlängerte Ausführung mit sieben Sitzen im Angebot, die aber nur drei oder vier Käufer fand.